# Kid3
Kid3 je svobodný software, multiplatformní editor zvukových značek pro mnoho formátů zvukových souborů. Podporuje MP3, Ogg, FLAC, MPC, MPEG-4 (mp4/m4a/m4b), AAC, Opus, SPX, TTA (TrueAudio), APE, WavPack, WMA, WAV, AIFF (Audio Interchange File Format), trackerové moduly.

## Vlastnosti
- Úpravy a převádění mezi značkami ID3v1.1, ID3v2.3 a ID3v2.4
- Přístup ke všem polím se značkami
- Dávkové úpravy značek více souborů
- Vytváření značek z názvů souborů nebo z obsahu jiných značkových polí
- Vytváření názvů souborů ze značek, přejmenovávání a vytváření adresářů ze značek
- Vytváření souborů seznamů skladeb
- Automatické převádění velkých a malých písmen a nahrazování řetězců
- Hledání a filtrování souborů podle značek
- Získávání údajů z gnudb.org, TrackType.org, MusicBrainz, Discogs, Amazonu a dalších zdrojů informací o albech
- Automatické dávkové nahrávání popisných dat a obalů pro více alb z různých zdrojů
- Nahrávání dat pomocí akustických otisků a AcoustID
- Ukládání značek do CSV, HTML, seznamů skladeb, Kover XML a do jiných formátů